# Phoma ilicis
Phoma ilicis är en lavart som beskrevs av Desm. 1843. Phoma ilicis ingår i släktet Phoma, ordningen Pleosporales, klassen Dothideomycetes, divisionen sporsäcksvampar och riket svampar.   Inga underarter finns listade i Catalogue of Life.